# Bóg wojny (film 2017)
Bóg wojny (chiń. 蕩寇風雲, Dàng Kòu Fēng Yún, ang. God of War) – chiński historyczny film akcji z 2017 roku, reżyserii Gordona Chana. Premiera filmu odbyła się 26 maja 2017 roku w Seattle. Wyprodukowany przez wytwórnię Well Go USA Entertainment.

## Fabuła
Akcja filmu dzieje się w 1557 roku, kiedy większość Chin po upadku dynastii Ming zostaje podbita przez dynastię Qing z Mandżurii. Nagle niespodziewanie nadpływają japońscy piraci, którzy zaczynają napadać miasta na wybrzeżu chińskim. Dowódca Zhejiang nakłonia Wanga do zwrócenia się przeciwko piratom. Kiedy jednak Wang zostaje uwięziony, piraci nadal napadają nadmorskie okolice.

## Obsada
| Aktor                | Rola               |
| -------------------- | ------------------ |
| Vincent Wenzhuo Zhao | generał Qi Jiguang |
| Sammo Hung           | generał Yu Dayou   |
| Yasuaki Kurata       | Kumasawa           |
| Regina Wan           | pani Qi            |
| Keisuke Koide        | król Yamagawa      |

## Nagrody i wyróżnienia
| Rok  | Miejsce              | Nagroda | Kategoria                    | Odbiorcy i nominowani | Wynik     |
| ---- | -------------------- | ------- | ---------------------------- | --------------------- | --------- |
| 2018 | Hong Kong Film Award |         | Najlepszy aktor drugoplanowy | Yasuaki Kurata        | Nominacja |